# Parigi-Camembert 1948
La Parigi-Camembert 1948, nona edizione della corsa e valida come evento del circuito UCI categoria CB1.1, si svolse il 30 marzo 1948. Fu vinta dal francese Raoul Rémy.

## Ordine d'arrivo (Top 10)
| Pos. | Corridore         | Squadra            | Tempo |
| ---- | ----------------- | ------------------ | ----- |
| 1    | Raoul Rémy        | Mercier-Hutchinson |       |
| 2    | Lucien Teisseire  | Metropole          |       |
| 3    | Jean Baldassari   | La Perle           |       |
| 4    | René Berton       | La Perle           |       |
| 5    | Gino Sciardis     | Mercier-Hutchinson |       |
| 6    | Ange Le Strat     | La Perle           |       |
| 7    | Tolmino Casellato | -                  |       |
| 8    | René Lauk         | Metropole          |       |
| 9    | Jean Lauk         | Metropole          |       |